# Дроково
Дро́ково — деревня в Смоленской области России, в Демидовском районе. Расположена в северо-восточной части области в 19 км к юго-востоку от Демидова, на северном берегу озера Акатовское, в 1,5 км южнее автодороги Демидов —Духовщина.
Население — 7 жителей (2007 год). Входит в состав Пересудовского сельского поселения.

## Достопримечательности
- Памятники археологии:
  - Селище тушемлинских племён IV —VII веков н. э., северная окраина деревни.
  - Курганная группа (11 шаровидных курганов высотой до 2,5 м) на юго-западной окраине деревни IX —X века.
  - Курганная группа (12 курганов высотой до 2,1 м) в 1 км юго-западнее деревни VIII —IX века.
- Братская могила воинов Советской Армии и партизан, погибших в 1941—1943 гг.